# David C. Jewitt
David C. Jewitt (* 1958 Londýn) je profesor astronomie na Kalifornské univerzitě v Los Angeles a Havajské univerzitě.
Oblast jeho výzkumu tvoří Kuiperův pás, ve kterém společně s astronomkou Jane Luuovou objevil v roce 1992 první těleso od objevu Pluta a Charonu, označované jako (15760) 1992 QB1. Rovněž se zabývá sluneční soustavou a fyzikálními charakteristikami komet.

## Vybrané publikace
- The Nucleus of Comet 48P/Johnson, The Astronomical Journal, Volume 127, Issue 3, pp. 1784–1790.
- 143P/Kowal-Mrkos and the Shapes of Cometary Nuclei, The Astronomical Journal, Volume 125, Issue 6, pp. 3366–3377.
- Physical Properties of Trans-Neptunian Object (20000) Varuna, The Astronomical Journal, Volume 123, Issue 4, pp. 2110–2120.
- Population and Size Distribution of Small Jovian Trojan Asteroids, The Astronomical Journal, Volume 120, Issue 2, pp. 1140–1147.
- Particulate Mass Loss from Comet Hale-Bopp, The Astronomical Journal, Volume 117, Issue 2, pp. 1056–1062.
- Cometary Rotation: an Overview, Earth, Moon, and Planets, v. 79, Issue 1/3, pp. 35–53
- Large Kuiper Belt Objects: The Mauna Kea 8K CCD Survey, The Astronomical Journal, Volume 115, Issue 5, pp. 2125–2135.